# 天卦伏魔錄

《天卦伏魔錄》是手機經典RPG蒼神錄的姐妹作。由奧爾資訊多媒體股份有限公司製作，於2008年3月開放於台灣e7Play下載。傳統的中國風，配上動聽的音樂；有多同伴選擇、練魂、畫面變大等系統。

## 劇情
天卦伏魔錄是講述馬嶽解散山賊團之後，到處雲遊四海行俠仗義；之後因緣際會被捲入離奇事件，與同伴聯手斬妖除魔解決離奇事件的故事。
天卦伏魔錄二於2008年11月誕生，也是講述馬嶽的故事，多年前被高人拯救，這次又機緣巧合下來到南陵村再次與不同的同伴聯手斬妖除魔、解救真人的故事。
天卦伏魔錄三
天卦伏魔錄四

## 人物介紹

### 天卦伏魔錄
- 馬　嶽

前山賊二當家，是個正義俠客，在蒼神錄的故事多年後，解散山賊團，雲遊四海、斬妖除魔。擅長用棒術、武藝高強。
- 姜　芯

外表冷豔美麗的17歲少女，是一個咒術師；雖然攻防力較弱。擅用回復法術、咒術。對馬嶽有微妙的感情。
- 龐　人

是一個47歲的大叔戰士，力量非常強大，但是不會法術；擅用斧頭。
- 梵靈玉

是一個法寶，攻防力超弱，但是法術攻擊力很強。善用攻擊法術與增強能力。
- 李　賜

一開始被馬嶽所救，後來利用馬嶽去遺蹟找寶物，其實是壞人，最後被魔王所滅。
- 村　長

世外高人，一開始就知道李賜的企圖，但天機不可洩漏，只能暗示馬嶽，但是還是不能阻止事情發生。

### 天卦伏魔錄二
- 馬　嶽

前山賊二當家，目前是俠客；多年前被離凡真人所救，現在要去救離凡真人；會學到全體攻擊法術。
- 姜　芯

外表冷豔美麗的咒術師；伊子遙師妹，最後會學到全體攻擊法術；對馬嶽有微妙的感情。
- 伊子遙

姜蕊師姐，是技巧高強的法師，擅長攻擊法術與增強能力，很愛開姜芯的玩笑，和姜芯感情很好。
- 荊　雁

青春活潑的美少女，是一個女飛賊外號夜行雁，擅長麻痺敵人等招式，閃避會心命中較高攻擊力普通；也會學到全體攻擊法術。
- 魏　仟

馬嶽好友，隱居在南陵村。
- 離凡真人

得道高人，多年前救了馬嶽，讓自己面臨劫數，這次換馬嶽來救他。

## 系統
遊戲畫面壯觀柔美；音樂採用傳統中國音樂營造出了動人的氣勢磅礡場景。
基本上和蒼神錄一樣、但是劇情不長，所以有很多新系統設定。
- 1.獨創【眾多同伴系統】：不同職業特性的同伴給你選擇；甚至會引響故事流程與對話（在天卦伏魔錄二更改進）。
- 2.獨創【魂魄收集系統】：藉收集妖怪魂魄來加強主角能力（在天卦伏魔錄二改成練魂）。
- 3.改良【法術攻擊系統】：讓法術攻擊力不再一成不變，會隨等級及術攻能力提高而變強。
- 4.還有【寶物收集系統】：蒐集迷宮寶物，換取高等武防。
- 5.以及【畫面完美系統】：除了戰鬥畫面，其他全擴充到240x320，看的更清楚、更有質感。
- 6.再加【城鎮傳送系統】：可直接傳回城鎮，不用走回去。